# Úrsula Murayama
Úrsula Murayama (Ciudad de México) es una actriz y empresaria mexicana.

## Biografía
Nacida en México, inició sus estudios de actuación bajo la tutoría de Enrique Pineda, con quien trabajó en el teatro.
Estudió interpretación en la escuela Núcleo de Estudios Teatrales del director de escena Julio Castillo y completó su formación en La Habana, Cuba.
Se da a conocer profesionalmente con las obras Los perros de Dios, Linares el detective dirigida por Enrique Pineda, Joe, de Eric Morales, o Susurros de inmortalidad. En España ha representado en distintos centros de la Comunidad de Madrid La mujer sola, monólogo de Dario Fo, bajo la dirección de Mónica Calveró. Ha intervenido en la obra de teatro Mujeres de arena de Humberto Robles y en La venganza de la menda de Amelia Queraltó, en formato microteatro dirigida por Ignacio Ysasi.
Es conocida por su papel de la doncella Jacinta en la telenovela Esmeralda. También apareció en Rosalinda. Participó también en la película Hijos del viento, e interpretó el papel de la princesa azteca Tizcuitl.
En el año 2000 se trasladó a España, donde vive y colabora con el cine de la zona.
En 2016 estrenó Frida Kahlo Viva la Vida de Humberto Robles en Madrid.

## Filmografía

### Cine
- Addictus (2022): Dirección de David Andrade. España. Personaje: Elena.
- Padre no hay más que uno (2019): Dirección de Santiago Segura. España, Madrid.
- Rambo V (2019): Dirección Adrián Grunberg. Personaje: Mujer de Miguel. España, Madrid.
- Terminator VI (2019): Personaje Cliente de tienda. España, Madrid.
- Las trece rosas (2007): Dirigida por Emilio Martínez Lázaro. Personaje de La Cubana. España.
- Pequeño palacio (2003): Escrita y dirigida por David Cordero. Personaje de Mariana. España.
- Pelea de gallos (2002): Producción mala yerba. Escrita y dirigida por Joel Juárez, en el personaje protagonista de Dolores, México.
- Sin azul (1999): Producción U.C.L.A. Dirigida por Joel Juárez, en el personaje protagonista de Laura.
- Hijos del viento (1999): una producción de Cartel, TVE y Tutor América, Dirigida por José Miguel  Juárez, en el personaje protagonista de Tizcuti.
- El último profeta (1999): una producción de Televicine, dirigida por Juan Antonio de la Riva, en el personaje de Rosa, México.

### Televisión
- Isla brava (2023). Dirección: Pitipol Ybarra. Onza Producciones Vix Plus. Personaje: Concepción Solís.
- Now & Then (2021). Dirección: Carlos Sedes Guideon Raff. Bambú Producciones Apple TV. Personaje: Bibiana Cruz.
- La que se avecina (2020). Dirección: Laura Caballero y Miguel Albaladejo. Personaje: Lupe. Temporada 12. España, Madrid.
- Estoy Vivo (2019). Dirección: Jesús Rodrigo. Globomedia. Personaje: Rosario.
- La familia, serie. Telecinco. Dirección: Víctor García León. Personaje: prostituta. España, Madrid.
- Caso Waninkof (2008), telefilm. Dirección: Pedro Costa y Fernando Cámara. España, Madrid.
- El comisario (2006), serie Telecinco. Personaje María. España, Madrid.
- Mi hijo Arturo (2003). Dirección: Pedro Costa. Personaje: Cristina.
- Yacaranday (2001): Producción Alejandro Gavira. México DF.
- Rosalinda (1999). Dirección: Beatriz Sheridan. México DF.
- Esmeralda (1997) Dirección: Beatriz Sheridan. Personaje de Jacinta. México DF.
- Morir dos veces (1996). Dirección: Alberto Cortés. México DF.